# Лондонская межбанковская ставка предложения
Лондонская межбанковская ставка предложения (ЛИ́БОР, англ. London Interbank Offered Rate, LIBOR, ICE LIBOR) — широко распространённая эталонная процентная ставка предложения на рынке межбанковских кредитов в Лондоне, служащая ориентиром для краткосрочных процентных ставок на глобальном финансовом рынке. LIBOR рассчитывается как средняя ставка, по которой крупные международные банки предлагают необеспеченные кредиты. LIBOR рассчитывается для пяти резервных валют: доллару США, фунту стерлингов, евро, швейцарскому франку и японской иене. По каждой валюте рассчитывается индикативная процентная ставка на сроки «овернайт», одна неделя, один месяц, два месяца, три месяца, полгода и год. Таким образом, каждый рабочий день в Лондоне публикуется 35 ставок LIBOR.
LIBOR администрируется специальной индексной компанией ICE Benchmark Administration, входящей в состав американской биржевой группы Intercontinental Exchange. В 1985—2014 годах её администратором была Британская банковская ассоциация.
LIBOR служит ориентиром для процентных ставок по различным классам финансовых активов. На LIBOR ссылаются плавающие ставки по кредитам, ценным бумагам, а также деривативам. LIBOR также служит индикатором рыночных ожиданий будущего значения процентных ставок центральных банков, премии за ликвидность на денежном рынке и в периоды финансового стресса — степени доверия на межбанковском рынке. По состоянию на 2018 год к LIBOR было привязано финансовых активов и деривативов на сумму около $400 трлн, из них $198 трлн на долларовый LIBOR.

## Каскадный метод расчёта
По действующей методологии расчёт LIBOR основывается на информации о процентных ставках банков в соответствии с так называемым «каскадным подходом» (waterfall approach). При предоставлении информации о ставках каждый банк обязан последовательно переходить от фактических ставок по своим межбанковским сделкам, имеющим высокий приоритет, к индикативным ставкам с более низким приоритетом. При расчёте LIBOR применяется три каскада данных, который банк предоставляет администратору LIBOR:
- уровень 1 — данные по фактическим сделкам: процентные ставки по заключённым сделкам по разным валютам и срокам;
- уровень 2 — расчётные данные на основе информации по сделкам: процентные ставки за прошлые дни, скорректированные с учётом изменения рынка или линейная интерполяция ставок по заключённым сделкам на другие сроки;
- уровень 3 — экспертная оценка: ставки по сделкам, не удовлетворяющим первому или второму критериям, а также ставки по сделкам на других сегментах денежного рынка, экспертная оценка банка на основе согласованной с администратором внутренней методики.

Если данных первого уровня достаточно, то банк предоставляет администратору взвешенное по времени и объёму среднее значение ставки (time-weighted and volume weighted average price) по заключённым им сделкам. Если данных первого уровня недостаточно, то проверяется возможность расчёта по данным второго уровня и далее — третьего уровня.

## Панель банков-участников
Расчёт LIBOR основан на данных, представленных панелью, состоящей из 11—16 банков. Каждый из них направляет информацию о ставках по пяти валютам и семи сроках. Опубликованная ставка по каждой комбинации валюты и срока представляет собой среднее арифметическое ставок всех банков с учётом исключения наибольших и наименьших значений ставок. При публикации значение LIBOR округляется до пяти десятичных знаков. Значение ставок публикуется до 12:00 по лондонскому времени.
| Банк                                               | USD | GBP | EUR | CHF | JPY |
| -------------------------------------------------- | --- | --- | --- | --- | --- |
| Lloyds Bank plc                                    | ○   | ○   | ○   | ○   | ○   |
| Bank of Tokyo-Mitsubishi UFJ Ltd                   | ○   | ○   | ○   | ○   | ○   |
| Barclays Bank plc                                  | ○   | ○   | ○   | ○   | ○   |
| Mizuho Bank, Ltd.                                  |     | ○   | ○   |     | ○   |
| Citibank N.A. (London Branch)                      | ○   | ○   | ○   | ○   |     |
| Cooperatieve Rabobank U.A.                         | ○   | ○   | ○   |     |     |
| Credit Suisse AG (London Branch)                   | ○   | ○   |     | ○   |     |
| Royal Bank of Canada                               | ○   | ○   | ○   |     |     |
| HSBC Bank plc                                      | ○   | ○   | ○   | ○   | ○   |
| Santander UK Plc                                   |     | ○   | ○   |     |     |
| Bank of America N.A. (London Branch)               | ○   |     |     |     |     |
| BNP Paribas SA, London Branch                      |     | ○   |     |     |     |
| Crédit Agricole Corporate & Investment Bank        | ○   | ○   |     |     |     |
| Deutsche Bank AG (London Branch)                   | ○   | ○   | ○   | ○   | ○   |
| JPMorgan Chase Bank, N.A. London Branch            | ○   | ○   | ○   | ○   | ○   |
| Société Générale (London Branch)                   |     | ○   | ○   | ○   | ○   |
| Sumitomo Mitsui Banking Corporation Europe Limited | ○   |     |     |     | ○   |
| The Norinchukin Bank                               | ○   |     |     |     | ○   |
| The Royal Bank of Scotland plc                     | ○   | ○   | ○   | ○   | ○   |
| UBS AG                                             | ○   | ○   | ○   | ○   | ○   |

## Администрирование LIBOR
С 2014 года за методологию, сбор данных и расчёт процентной ставки отвечает администратор — специальная индексная компания ICE Benchmark Administration, входящая в состав американской биржевой группы Intercontinental Exchange. При администраторе создан публичный Комитет по наблюдению за LIBOR (Oversight committee for LIBOR). Он отвечает за пересмотр методологии, охват данных и определение эталона, включая определение базового рынка, по которому ставка рассчитывается. Комитет по наблюдению обязан анализировать любые изменения, происходящие с LIBOR. Он также отвечает за соблюдение и пересмотр Кодекса поведения LIBOR (LIBOR Code of Conduct). Протоколы заседаний Комитета по наблюдению публикуются в открытом доступе на сайте ICE Benchmark Administration. Комитет состоит из широкого круга представителей рынка, в его состав входят банки, пользователи эталонных ставок, представители инфраструктурных организаций, независимые директора и другие эксперты. Представители Совета управляющих Федеральной резервной системы США, Швейцарского национального банка и Банка Англии присутствуют на заседаниях комитета в качестве наблюдателей.

## Скандал и манипулирование LIBOR
На фоне глобального финансового кризиса 2007—2008 годов с LIBOR разразился скандал. Международное расследование выявило, что европейские и американские банки систематически манипулировали значением LIBOR для создания себе благоприятных условий заключений и исполнения сделок на финансовых рынках. Банки участвовали в определении значения LIBOR и одновременно использовали её в своих финансовых договорах. Таким образом, возникал конфликт интересов, который ущемлял интересы других пользователей LIBOR. Под воздействием скандала Британская банковская ассоциация потеряла права администрирования LIBOR, контроль над индикатором перешёл к новому администратору ICE Benchmark Administration, методология расчёта и панель банков претерпели значительные корректировки.

## Финансовые продукты, связанные с LIBOR
Согласно оценкам Совета по финансовой стабильности, накануне реформы эталонных процентных ставок в 2014 году, объёмы незакрытых финансовых договоров, привязанных к LIBOR в различных валютах, исчислялись сотнями триллионов долларов. В частности, договора в долларах США составляли 150 трлн, в фунтах стерлингов — 30 трлн долларов США, в швейцарских франках — 6,5 трлн долларов США, в японских иенах — 30 трлн долларов США. Договора, привязанные к LIBOR и номинированные в евро, достигали 2 трлн долларов США. Упомянутые финансовые договора в основном представляли собой внебиржевые производные инструменты, такие как процентные и валютные свопы, а также корпоративные и розничные кредиты.
Финансовые продукты, чьё ценообразование ориентировано на LIBOR.
| Продукт                                   | Примеры |
| ----------------------------------------- | --- |
| Внебиржевые производные инструменты       | процентные свопы, форвардные процентные соглашения, валютные свопы, кредитно-дефолтные свопы |
| Биржевые производные инструменты          | процентные опционы, процентные фьючерсы |
| Кредиты                                   | синдицированные кредиты, корпоративные кредиты, ипотека, кредитные карты, автокредиты, потребительские кредиты, студенческие кредиты, лизинг, торговые кредиты                                                         |
| Облигации и ноты с плавающей ставкой      | корпоративные и неамериканские государственные облигации, облигации государственных агентств, ноты с плавающей ставкой, обеспеченные облигации, инструменты управления капиталом, бессрочные облигации                 |
| Краткосрочные инструменты денежного рынка | РЕПО, обратное РЕПО, срочные депозиты, коммерческие бумаги, депозитные сертификаты |
| Секьюритизированные продукты              | ипотечные ценные бумаги, ценные бумаги, обеспеченные активами, коммерческие ценные бумаги с ипотечным покрытием, обращающиеся обязательства по обеспеченному кредиту, обращающиеся обязательства по ипотечному кредиту |
| Другие                                    | просроченная дебиторская задолженность, овердрафт |

## Будущее LIBOR
В июле 2017 года британское Управление по контролю за финансовым поведением заявило о том, что больше не видит необходимости поддерживать LIBOR после 2021 года. Иными словами, расчёт и публикация ставки могут быть прекращены. В ноябре 2017 года Управление достигло договорённости с банками-контрибьюторами LIBOR об их добровольном участии в расчёте индикатора до конца 2021 года. Представители Управления неоднократно заявляли о рисках прекращении расчёта LIBOR после 2021 года в случае выхода банков из состава контрибьюторов. В соответствии с нормами европейского регулирования Управление обязано проводить оценку репрезентативности LIBOR, который признан критически значимым индикатором при каждом сокращении панели контрибьюторов. В случае сокращения панели контрибьюторов администратор будет обязан заявить о прекращении публикации индикатора или о нерепрезентативности индикатора.
LIBOR USD будет заменён новой ставкой SOFR (Secured Overnight Financing Rate), которую публикует ФРБ Нью-Йорка, заменой LIBOR GBP станет SONIA (Sterling Overnight Index Average). В Швейцарии ставка SARON (Swiss Average Rate Overnight) пришла на смену LIBOR CHF, это привело к тому, что c 13 июня 2019 года Национальный банк Швейцарии регулирует границы колебания SARON. Ранее Нацбанк регулировал LIBOR CHF.
В профессиональной среде возникло выражение «Zombie LIBOR», которое относится к ситуации, когда в панели LIBOR остаётся мало контрибьюторов, и индикатор теряет свою репрезентативность. Несмотря на нерепрезентативность индикатора он, тем не менее, может продолжать публиковаться. На усмотрение участников рынка оставляется выбор резервных индикаторов для перехода на них в договорах с отсылкой на LIBOR в случае потери репрезентативности. Органы регулирования призывают участников финансового рынка переходить на использование безрисковых индикаторов, не дожидаясь прекращения публикации LIBOR.